# Danza della pioggia

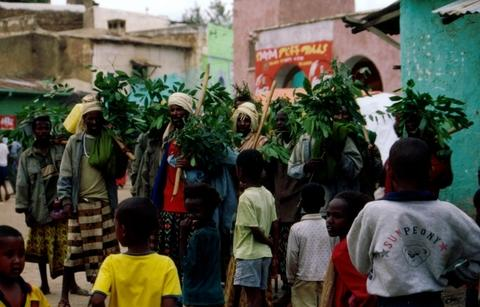
Danza della pioggia effettuata in Etiopia

La danza della pioggia è una tradizione cerimoniale che consiste in una serie di balli rituali praticati da alcune popolazioni, con il fine di provocare l'arrivo della pioggia.
Vari tipi di danza della pioggia possono essere trovate in diverse culture, dall'Antico Egitto ai tempestarii medievali, fino, a quelle più note, di alcune nazioni dei Nativi americani degli Stati Uniti d'America. Le danze della pioggia erano presenti anche nei Balcani, in forma di balli rituali chiamati Paparuda, tipici della tradizione dei romeni, o presso certe culture slave dove esistevano balli dedicati alla dea Perperuna.
Alcune nazioni native del nord America, come i Cherokee, effettuavano la danza della pioggia con l'intento duplice di ottenere la caduta della pioggia e per ottenere una sorta di purificazione della terra dagli spiriti maligni. La tradizione vuole infatti che la pioggia contenga gli spiriti dei valorosi combattenti morti in passato durante le battaglie.
Secondo il sociologo Robert K. Merton, le danze rituali svolgono sia una funzione manifesta, che nel caso della danza della pioggia è quella di provocare la pioggia, e sia una funzione latente. Quest'ultima, nella maggior parte dei casi, è di coesione sociale, una sorta di conferma dell'appartenenza al gruppo sociale di riferimento e condivisione dei valori, modelli di comportamento e credenze che fondano la cultura della comunità di riferimento.